# 廖振新
廖振新，JP（1961年10月16日—），香港工程師，現任運輸及物流局副局長，曾任發展局副局長。

## 簡歷
廖振新於1986年8月加入政府，任職助理工程師。2009年8月，他晉升為土木工程拓展署總工程師，並於2013年6月晉升為政府工程師，2016年1月晉升為首席政府工程師。在任土木工程拓展署期間，曾處理落馬洲河套區、新界北單車徑等項目，並於2014年12月至2017年7月間擔任土木工程拓展署新界西拓展處處長。
《星島日報》報導指出，林鄭月娥政府中的發展局，其中一項重要工作是發展新界。曾任新界西拓展處處長的廖振新，在這方面經驗豐富，正可成為局長黃偉綸的一大助力。加上廖振新是公務員出身，是「身家清白」的官員，不擔心與發展商有任何利益衝突，有助加強發展局的公信力。
2017年8月，他獲政府委任為發展局副局長。
2022年7月，他獲政府委任為運輸及物流局副局長。
他亦香港工程師學會、英國土木工程師學會、結構工程師學會及特許仲裁司學會等專業學會的會員。